# Ivangorod
Ivangorod (russo: Ивангород, estoniano: Jaanilinn) é uma das cidades do Oblast de Leningrado, na Rússia, é banhada pelo Rio Narva, que forma parte da fronteira Estónia-Rússia. Tem uma população de 10453 habitantes (est. 2018) e possui uma área de 7,7 km². Situa-se frente à cidade vizinha de Narva, na Estónia.
É conhecida pela sua fortaleza, construída em 1492 no reinado de Ivã III de Moscovo, de quem tomou o nome (literalmente: cidade de Ivã).